# بلعایبه
بلعایبه (به عربی: بلعایبة) یک شهرداری در الجزایر است که در استان مسیله واقع شده‌است. بلعایبه ۲۰٬۸۳۹ نفر جمعیت دارد.